# استادكلاية (أملش الشمالي)
استادکلایة (بالفارسية: استادکلایه) هي قرية تقع في إيران في قسم أملش الشمالی الريفي. يقدر عدد سكانها بـ 483 نسمة بحسب إحصاء 2016.